# Čapková (usedlost)
Čapková je zaniklá usedlost v Praze 3-Žižkově, která stála na severní straně ulice Hartigova naproti Černínově ulici.

## Historie
Vinice se zde rozkládala již v 16. století. Usedlost je doložena k roku 1785 a ještě v 19. století u ní vinohrad existoval. Nacházela se mezi Smetankou a Rožmitálkou a byla poměrně rozlehlá. Tvořily ji tři stavebně spojené budovy na půdorysu písmene „U“ a dvě menší čtvercové stavby. Z hlavní silnice k ní vedla cesta přes menší zděný můstek.
Usedlost zanikla na počátku 20. století.